# Psammophis tanganicus
Espèce
Synonymes
- Psammophis biseriatus tanganicus Loveridge, 1940

Psammophis tanganicus est une espèce de serpents de la famille des Lamprophiidae. 

## Répartition
Cette espèce se rencontre :
- en Érythrée ;
- en Éthiopie ;
- au Kenya ;
- dans le sud de la Libye ;
- en Ouganda ;
- en Somalie ;
- au Soudan ;
- au Soudan du Sud ;
- en Tanzanie.

## Description
Psammophis tanganicus mesure jusqu'à 865 mm dont 300 mm pour la queue. Les juvéniles mesurent 300 mm à leur naissance.

## Étymologie
Son nom d'espèce lui a été donné en référence au lieu de sa référence.

## Publication originale
- Loveridge, 1940 : Revision of the African snakes of the genera Dromophis and Psammophis. Bulletin of the Museum of Comparative Zoology at Harvard College, vol. 87, p. 1-69 (texte intégral).